# ポントトク郡 (オクラホマ州)
ポントトク郡（英: Pontotoc County）は、アメリカ合衆国オクラホマ州の中央部南に位置する郡である。2010年国勢調査での人口は37,492人であり、2000年の35,143人から6.7%増加した。郡庁所在地はエイダ市（人口16,810人）であり、同郡で人口最大の都市でもある。

## 地理
アメリカ合衆国国勢調査局に拠れば、郡域全面積は725平方マイル (1,879 km2)であり、このうち陸地720平方マイル (1,864 km2)、水域は6平方マイル (15 km2)で水域率は0.80%である。

### 隣接する郡
- セミノール郡 - 北
- ヒューズ郡 - 北東
- コール郡 - 南東
- ジョンストン郡 - 南
- マレー郡 - 南西
- ガービン郡 - 西
- マクレーン郡 & ポタワトミー郡 - 北西

## 人口動態

人口ピラミッド

以下は2000年の国勢調査による人口統計データである。
| 基礎データ - 人口: 35,143人 - 世帯数: 13,978 世帯 - 家族数: 9,421 家族 - 人口密度: 19人/km2（49人/mi2） - 住居数: 15,575軒 - 住居密度: 8軒/km2（22軒/mi2） 人種別人口構成 - 白人: 75.80% - アフリカン・アメリカン: 2.06% - ネイティブ・アメリカン: 15.51% - アジア人: 0.46% - 太平洋諸島系: 0.02% - その他の人種: 0.79% - 混血: 5.36% - ヒスパニック・ラテン系: 2.30% 年齢別人口構成 - 18歳未満: 24.7% - 18-24歳: 12.5% - 25-44歳: 26.0% - 45-64歳: 219% - 65歳以上: 15.0% - 年齢の中央値: 36歳 - 性比（女性100人あたり男性の人口） - 総人口: 93.3 - 18歳以上: 90.6 | 世帯と家族（対世帯数） - 18歳未満の子供がいる: 30.8% - 結婚・同居している夫婦: 52.9% - 未婚・離婚・死別女性が世帯主: 10.8% - 非家族世帯: 32.6% - 単身世帯: 28.1% - 65歳以上の老人1人暮らし: 12.3% - 平均構成人数 - 世帯: 2.44人 - 家族: 2.98人 収入と家計 - 収入の中央値 - 世帯: 26,955米ドル - 家族: 35,400米ドル - 性別 - 男性: 26,785米ドル - 女性: 18,939米ドル - 人口1人あたり収入: 14,664米ドル - 貧困線以下 - 対人口: 16.5% - 対家族数: 11.8% - 18歳未満: 20.1% - 65歳以上: 11.7% |

## 都市と町
| - エイダ - 郡庁所在地 - アレン - バイング | - フィッツヒュー - フランシス | - ロフ - ストーンウォール |